# Campo de murundum
Campo de murundu é um tipo de vegetação típica do cerrado que apresenta uma área plana (campo limpo), inundável no período chuvoso, onde estão inseridos incontáveis microrrelevos ou morrotes (murundus) de terra cobertos por vegetação lenhosa (Oliveira-Filho & Furley 1990).